# Cissura bilineata
Cissura bilineata là một loài bướm đêm thuộc phân họ Arctiinae, họ Erebidae.